# باب لی
باب لی (به انگلیسی: Bob Lee) (۲۰ دسامبر ۱۹۷۹ – ۴ آوریل ۲۰۲۳) کارآفرین و مهندس نرم‌افزار آمریکایی و بنیانگذار اپلیکیشن «کش‌اپ» بود. او همچنین مدیر ارشد فناوری شرکت خدمات مالی آمریکایی اسکویر و مدیر ارشد محصولات موبایل کوین بوده‌است. لی در ۴ آوریل ۲۰۲۳ در محله رینکن هیل سانفرانسیسکو با ضربات چاقو به قتل رسید.

## اوایل زندگی و حرفه
باب لی در ۲۰ دسامبر ۱۹۷۹ در سنت لوئیس، میسوری متولد شد. لی در دانشگاه ایالتی جنوبشرق میزوری تحصیل کرد. در ژوئیه ۲۰۰۱، زمانی که در آجیلون کار می‌کرد، برنامه ای برای سرویس‌های اطلاعات اینترنتی مایکروسافت نوشت تا از سرورها در برابر کد رد که یک کرم کامپیوتری در حال گسترش بود، دفاع کند. لی برای دانشگاه ایالتی جنوبشرق میزوری به عنوان توسعه دهنده وب کار کرد. در سال ۲۰۰۳ در ای‌تی‌اندتی فریمورک dynaop برنامه‌نویسی جنبه گرا را شبیه به اسپرینگ فریمورک برای جایگزینی جاواسرور فیسز توسعه داد.
لی از اکتبر ۲۰۰۴  تا ژانویه ۲۰۱۰  به عنوان مهندس نرم‌افزار در گوگل استخدام شد و به توسعه سیستم عامل موبایل اندروید کمک کرد. وی در سال ۲۰۰۶ برای طراحی ماژولار ادوردز فریمورک تزریق وابستگی را نوشت.
در ژانویه ۲۰۱۰ مدیر ارشد شرکت تجارت الکترونیک اسکویر شد. توسعه برنامه اندروید شرکت را رهبری کرد و در نهایت توسعه برنامه آی‌اواس را بر عهده گرفت. در سال ۲۰۱۳، او در ساخت کش‌اپ کمک کرد. اسکویر را در سال ۲۰۱۴ ترک و در چندین استارت آپ فناوری از جمله کلاب هاوس، اسپیس ایکس و فیگما سرمایه‌گذاری کرد. در طول همه‌گیری کووید-۱۹، لی با برنامه‌اش به سازمان بهداشت جهانی کمک کرد. در سال ۲۰۲۱، او به عنوان مدیر ارشد محصول به شرکت پرداخت ارز دیجیتال موبایل کوین پیوست.

## زندگی شخصی
در سال ۲۰۱۹، لی و همسرش کریستا از هم جدا شدند. این زوج دو فرزند داشتند.

## مرگ
در اوایل صبح ۴ آوریل ۲۰۲۳، لی در محله رینکن هیل سانفرانسیسکو مورد ضربات چاقو قرار گرفت. پلیس در ساعت ۲:۳۵ صبح به محل اعزام شد. دوربین مداربسته، لی مجروح را نشان می‌دهد که در حال تلو تلو خوردن به سمت یک ماشین پارک شده با چراغ‌های خطر روشن است و پیراهنش را بلند می‌کند تا زخمش را نشان دهد. ماشین بلافاصله دور شد و پس از آن لی روی زمین افتاد. زمانی که پلیس به محل رسید، او بیهوش بود و به بیمارستان محلی منتقل شد ولی در سن ۴۳ سالگی بر اثر جراحات وارده درگذشت
جاشوا گلدبارد، مدیرعامل موبایل کوین، لی را به عنوان "نیروی طبیعت" و "دینامو" توصیف کرد، مدیر عامل اسکویر، جک دورسی، این خبر را "دلخراش" خواند. جاشوا بلوخ، کارمند سابق گوگل، نوشت که لی "قابل توجه" و " خودآگاه " بود.
در ۱۳ آوریل، اداره پلیس سانفرانسیسکو نیما مؤمنی ۳۸ ساله اهل امریویل را به دلیل قتل لی دستگیر کرد. نیما مؤمنی به همراه خانواده‌اش چند دهه پیش به آمریکا مهاجرت کرد و از سال ۲۰۰۵ در صنعت فناوری و از آوریل ۲۰۱۰ به عنوان مالک شرکت Expand IT مشغول به کار بود. مؤمنی در سال ۲۰۰۴ دارای سابقه رانندگی تحت تأثیر دارو و الکل بود.

### چگونگی قتل
نیویورک تایمز با استناد به گزارش دادستانی نوشت باب لی چند ساعت قبل از قتل، در آپارتمانی در سان‌فرانسیسکو خزر مؤمنی خواهر نیما مؤمنی را ملاقات و با او مشروب خورد. بعد از مدتی لی به همراه یک شاهد و بدون خزر مؤمنی محل را به مقصد اتاق باب در هتل ترک کردند. در آنجا لی تلفنی با نیما حرف می‌زد. شاهد گفته، مؤمنی از باب پرسیده که «آیا خواهرش مواد استفاده کرده یا چیزی نامناسب (یا غیراخلاقی) روی داده‌است» و باب سعی کرده نیما را مطمئن کند که اتفاق بدی روی نداده. باب لی ساعتی بعد از حضور این شاهد در اتاقش، هتل را ترک کرده و به آپارتمان لاکچری خزر رفت و بعد از ۸۰ دقیقه، آنها با ماشین بی‌ام‌و خزر مؤمنی آپارتمان را ترک کردند. ساعاتی بعد پیکر نیمه‌جان باب لی در خیابان پیدا شد. دادستان می‌گوید: نیما مؤمنی متهم است که با چاقوی آشپزخانه باب لی را مجروح و او را رها کرد تا به آرامی جان دهد.
براساس گزارش نیویورک تایمز، اطلاعات تلفن همراه باب لی پس از قتل نشان داد که خزر مؤمنی در پیامی به باب، نسبت به برخورد او با برادرش نیما ابراز نگرانی کرده بود. خزر مؤمنی همسر دینو الیاس‌نیا جراح پلاستیک و زیبایی در سان‌فرانسیسکو است که در سال ۲۰۱۳ ازدواج کردند.

## انتشارات
- تیت، بروس؛ کلارک، مایک؛ لی، باب (2003).Bitter EJB. Shelter Island: انتشارات منینگ.شابک ‎۹۷۸۱۹۳۰۱۱۰۹۵۳.